# Lagmannsrett
Lagmannsrett är den högre nivån av domstolar i Norge. De motsvarar hovrätterna i Sverige.
Det finns sex lagmansretter i Norge:
- Hålogaland lagmannsrett i Tromsø
- Frostating lagmannsrett i Trondheim
- Eidsivating lagmannsrett i Hamar
- Gulating lagmannsrett i Bergen
- Agder lagmannsrett i Skien
- Borgarting lagmannsrett i Oslo

De flesta lagmannsretter har namn efter rättskipande församlingar från vikingatiden.  Høyesterett är namnet på Norges högsta domstol.